# Station Lasa-Laas
Station Lasa-Laas is een spoorwegstation aan de Vintzgouwspoorlijn in de gemeente Laas (Italië-Zuid-Tirol).
De stationsnaam wordt volgens de regels van Trenitalia in het Italiaans aangegeven, gevolgd door het Duits als lokale taal.